# 仁井田バイパス
仁井田バイパス（にいだバイパス）は、秋田県秋田市にある国道13号のバイパス道路。

## 概要
元1級国道でもある国道13号は終点近くの上北手～牛島地区は旧羽州街道の踏襲であり、狭路や2つの踏切、商店街などを通り抜ける貧弱な道で終点の茨島交差点までつながっていた。
そのため交通の困難が生じたことや、1974年の秋田北バイパスの完成を見越し、第一期として上北手古野～牛島までの暫定2車線バイパスを南側に設置もしくは拡張、第二期として仁井田古川向～牛島までのの4車線拡張。
その後、1989年の御所野ニュータウン完成や、1991年の秋田自動車道開通に合わせ秋田南IC近くの上北手古野～仁井田古川向までのさらなるバイパスを南側に設置もしくは拡張で完成させたのが第三期である。
その後、1991年の秋田自動車道開通にあわせ、秋田南ICまでのアクセス路として仁井田横山～上北手古野までの4車線バイパスを南側に設置もしくは拡張した。
上北手より手前は河辺拡幅となる。

### 路線データ
- 起点：秋田県秋田市上北手古野（秋田自動車道秋田南ICランプウェイ）
- 終点：秋田県秋田市牛島東1丁目（牛島北地下道交差点）
- 車線数：すべて2+2＝4車線
- 最高速度：上北手古野～仁井田古川向までは法定速度、仁井田古川向～牛島までは最高50km/h。

## 歴史
- 1966年（昭和41年） - 第一期工事完成、仁井田地区東部の目長田踏切前後の道路は踏切を除却、廃道に。目長田こ線橋、牛島こ線橋の完成。
- 1983年（昭和58年） - 第二期工事、牛島～仁井田の拡張工事完成。後述する4つの地下道の完成と仁井田歩道橋の除却と仁井田地区の追い越し禁止の解除。[注釈 2]牛島こ線橋の拡張。
- 1991年（平成3年） - 第三期工区の完成。1つの地下道の完成と一部の線形改良工事を行う。目長田こ線橋の拡張も行い、2車線法定速度化。
- 2005年（平成17年） - 仁井田新田交差点に地下道完成[1]。

## 構造物
- 古野地下道
- 仁井田橋
- 目長田こ線橋
- 仁井田地下道（拡張前は仁井田歩道橋）
- 仁井田ふきっこロード（地下道）
- 南高校前地下道（この工事で秋田南高校は校門を移築[2]）
- 猿田川橋
- 牛島南地下道
- 牛島こ線橋
- 牛島北地下道

## 特徴
- この道路の完成で雄物川右岸地区の開発が進み、大住や御野場など新たな街が整備された。
- 最もバイパスの恩恵が強かったのは仁井田地区だが、郵便局や銀行などがバイパス側に移転、新中学校（秋田市立御野場中学校）もバイパスの南側に設置されたり、地域センターも御野場に移転するなど街の空洞化が発生した。
- 後述する立体交差に信号があることや、他の抜け道が無いため、秋田市南部での交通渋滞の名所になっている。

## 周辺施設
- 秋田自動車道 秋田南IC
- イオンモール秋田
- 秋田南消防署
- 秋田市立御野場中学校
- 秋田市立仁井田小学校
- 秋田南高校
- 東日本旅客鉄道 羽後牛島駅

## 主な接続路線
- E7 秋田自動車道
- 秋田県道41号秋田昭和線（立体交差）-横山立体
- 秋田県道9号秋田雄和本荘線-四ツ小屋入口[注釈 3]
- 秋田県道162号羽後牛島停車場線（立体交差）